# Gabarus

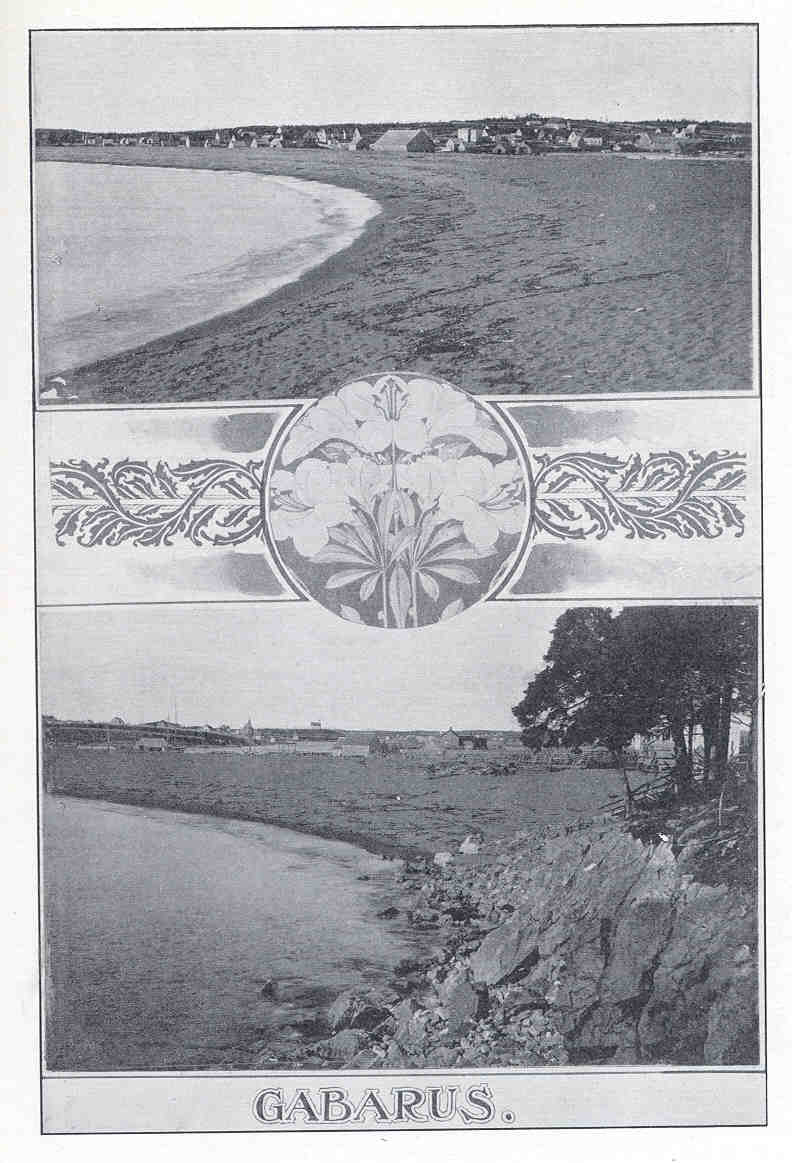
Gabarus en 1903.

 Gabarus  est une communauté acadienne du Cap-Breton, située sur la route 247 dans le comté de Cap-Breton et la municipalité régionale du Cap-Breton. Jusqu'au milieu du XXe siècle, Gabarus fut un centre important pour la pêche avec sa propre poissonnerie. Aujourd'hui, le village est soutenu par le tourisme et un peu par la pêche commerciale (notamment du homard).